# Aristobule de Britannia
Aristobule de Britannia (en gallois: Hen Arwystli Episcob Cyntaf Prydain, en Grec: Aghios Apostolos Aristovoulos) est un saint du catholicisme romain et du christianisme orthodoxe, nommé dans des listes attribuées à Hippolyte de Rome (début du IIIe siècle) ou à Dorothée de Tyr le siècle suivant, comme l'un des 70 disciples de Jésus qui aurait été, au Ier siècle, le premier évêque de la province romaine de Britannia (Grande-Bretagne). Le même type d'informations figure dans toutes les autres listes des 70 disciples. Pour la tradition chrétienne, c'est le premier évangélisateur de la Grande-Bretagne avec Joseph d'Arimathie. Selon Dorothée de Tyr, ce sont les gens de sa résidence de Rome qui sont salués par l'apôtre Paul de Tarse dans l'Épître aux Romains. Il figure par la suite dans les martyrologes et les Calendriers des saints de la « Grande Église » et donc de l'Église catholique.
Il serait mort à Glastonbury (sud-ouest de la Grande-Bretagne) à une date incertaine, dans une période allant de 65 à la fin du Ier siècle selon les différentes traditions médiévales. De même, les sources et les traditions ne s'accordent pas pour savoir s'il a été martyrisé ou si sa mort a été naturelle. Une région du pays de Galles appelée Arwystli (en) a été nommée à partir de la forme galloise de son nom qui a aussi par la suite désigné un petit royaume britannique médiéval.

## Attestations antiques
Aristobule de Britannia est mentionné dans toutes les listes des 70 disciples de Jésus, dont le témoin littéraire le plus ancien semble être la liste attribuée à Hippolyte de Rome (début du IIIe siècle). Il y est indiqué qu'il a été au Ier siècle, le premier évêque de la province de Britannia, la province romaine du sud de l'île de Grande-Bretagne, conquise par Aulus Plautius, sous l'empereur Claude en 43-47. Les 70 disciples sont mentionnés dans l'évangile attribué à Luc qui indique qu'ils ont directement été institués par Jésus, mais qui, contrairement au groupe des douze, n'en donne pas la liste.
C'est peut-être lui qui est mentionné dans les salutations que l'apôtre Paul de Tarse adresse vers 54-58 à un ensemble de chrétiens de Rome. Paul écrit dans son Épître aux Romains : « Saluez Apelle, qui a fait ses preuves dans le Christ. Saluez les membres de la maison d'Aristobule (Ro 16. 10). Saluez Hérodion, mon parent. ». Selon saint Dorothé, évêque de Tyr mort en 362, celui qui est salué par Paul dans l'épître aux Romains est Aristobule de Britannia. Toutefois, certains historiens estiment que la maison citée serait plutôt celle d'Aristobule de Chalcis, arrière-petit-fils d'Hérode le Grand, dont il a été émis l'hypothèse qu'il puisse être Aristobule de Britannia ou l'un de ses fils lui aussi appelé Aristobule. Cet Aristobule, ayant une grande demeure à Rome, avec des esclaves, des serviteurs ou des affranchis chrétiens y demeurant est cité juste avant Hérodion, que Paul désigne comme « [s]on parent » (Ro 16. 11). Hérodion est un « nom grec qui est un diminutif d'Hérode, qui indique des liens entre sa famille et la descendance d'Hérode le Grand. » Cela « suggère qu'il fut élevé auprès d'un prince de cette dynastie, dans une position subalterne ». Comme d'autres critiques, Marie-Françoise Baslez propose de l'identifier avec Aristobule de Chalcis,. Selon la tradition orthodoxe, cet Hérodion parent de Paul serait Hérodion de Patras. Dans la mesure où ils sont donnés pour avoir tous deux été le premier évangélisateur de l'île de Bretagne et morts tous deux à Glastonbury dans la même période, il a été proposé d'identifier Aristobule à Joseph d'Arimathée. Le nom Joseph est en effet présent chez les hérodiens, un frère d'Hérode le Grand et donc de Salomé porte ce nom. Un demi-frère de Bérénice est aussi appelé Joseph. Il pourrait donc s'être appelé Joseph Aristobule. L'habitude de donner deux noms est en effet bien attestée chez les Hasmonéens, associant souvent un nom juif et un nom grec. Il en est de même chez les hérodiens, comme en témoignent Hérode Antipas, Hérode Archélaos et probablement Hérode Philippe. Les textes qui relatent l'évangélisation de la Grande-Bretagne qui parlent de Joseph d'Arimathée ne parlent jamais d'Aristobule et l'absence réciproque est constatée pour ceux qui parlent d'Aristobule. Les premiers témoins littéraires qui relatent que le christianisme était solidement implanté sur l'île de Grande-Bretagne datent du début du IIIe siècle. Tertullien, mort en 222, écrit dans Adversus Judaeos que l'île de Grande-Bretagne, y compris dans ses repaires bretons les plus inaccessibles aux Romains, est « subjugué au Christ ».

## Selon la tradition orthodoxe

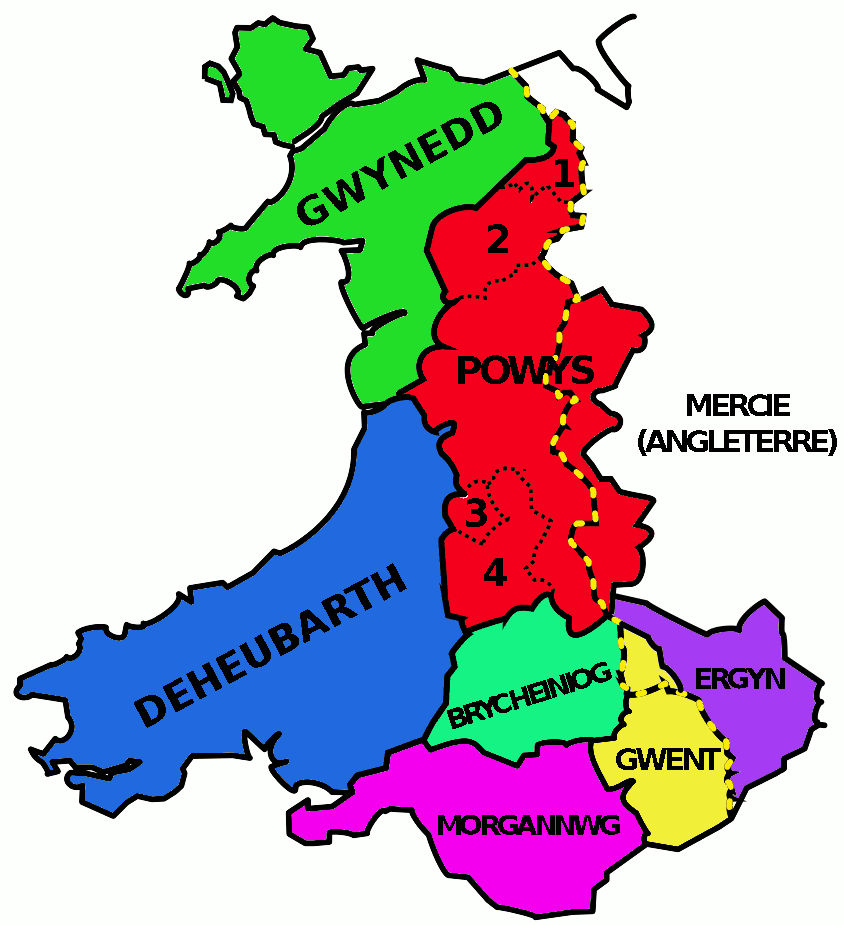
Le Royaume médiéval de Powys qui correspond à la région qui était appelée ' auparavant, forme galloise du nom Aristobule, donnée à cette région en honneur à Aristobule de Britannia.

Aristobule serait un juif, lié à l'île de Chypre, membre des 70 disciples de Jésus, un des premiers évangélisateurs de la Grande-Bretagne avec Joseph d'Arimathie. La tradition orthodoxe dit qu'il était le frère de Barnabas, vu comme l'apôtre Barnabé ayant dirigé le premier voyage missionnaire auquel l'apôtre Paul de Tarse a été associé. Il est toutefois possible qu'il y ait une confusion avec Barnabas qui a été l'évêque de Milan, lui aussi membre des 70 disciples. Il aurait été un des assistants de l'apôtre André avec Urbain de Macédoine (en), Stachys de Byzance, Ampliatus (en), Apelles d'Heraklion (en), Narcisse d’Athènes (en), dans une prédication initiale qui aurait donc probablement eu lieu en Grèce.
Avant de se rendre sur l'île de Grande-Bretagne, il aurait prêché la bonne nouvelle aux Celtibères. La renommée de l'apôtre Aristobule parmi les Celtes brittoniques était telle qu'une région du pays de Galles a été nommée d'après son nom, à savoir Arwystli (en), qui est devenue au Moyen Âge le Royaume de Powys. Aujourd'hui, un district continue à porter son nom, ou plus précisément, un cantref dans le comté de Powys au pays de Galles.

## Identification
Les sources chrétiennes antiques les plus anciennes qui font référence à un Aristobule ayant vécu au Ier siècle sont l'Épître aux Romains de Paul de Tarse et les listes des 70 disciples, notamment celles attribuées à Hippolyte de Rome et à Dorothée de Tyr, toutefois celles-ci sont extrêmement lapidaires et ne permettent pas une identification faisant consensus. Certains critiques ne faisant d'ailleurs aucun lien entre ces deux sources, alors que dès le IVe siècle Dorothé de Tyr indique que ces deux mentions concernent le même personnage. Les listes des 70 disciples mentionnent en général explicitement Aristobule évêque de Britannia, alors qu'en revanche la lettre de l'apôtre Paul mentionne un Aristobule dont il ne précise pas l'identité, mais qui est clairement quelqu'un de riche, dont la maison dans la capitale romaine est tenue en son absence par des esclaves ou des affranchis.

### Aristobule cité dans l'épître aux Romains
Selon Dorothée de Tyr (IVe siècle), ce sont les gens de sa résidence de Rome qui sont salués par l'apôtre Paul de Tarse vers 54-58 dans l'Épître aux Romains. Paul de Tarse écrit dans son Épître aux Romains : « Saluez les membres de la maison d'Aristobule (Ro 16. 10). Saluez Hérodion, mon parent. ». Les « membres de la maison d'Aristobule » sont les serviteurs, les esclaves ou les affranchis d'un riche personnage appelé Aristobule possédant une résidence à Rome. Le nom Aristobule fait penser à la dynastie hasmonéenne dont plusieurs membres portent ce nom. Les hasmonéens sont des Juifs de Palestine et à la fin des années 50, moment où cette lettre est écrite, la quasi-totalité des membres du mouvement créé par Jésus sont Juifs, même si certains d'entre eux sont très hellénisés. Pour la période considérée (vers 54-58), il n'y a que deux ou trois Aristobule possibles et notamment Aristobule de Chalcis qui est alors roi d'Arménie Mineure et de Chalcis. Un de ses fils a aussi été évoqué.

### Membre du groupe de 70 disciples
Selon la tradition, les membres des 70 disciples ont directement été choisis par Jésus qui selon cette même tradition, n'est intervenu pendant sa vie publique qu'en Palestine et dans le sud de la province de Syrie. Tout comme les douze apôtres et même Paul de Tarse, les 70 disciples sont Juifs, ayant choisi de se rallier à une « Voie » particulière dans l'extrême diversité du judaïsme du Ier siècle. Aristobule de Britannia ne fait donc probablement pas exception. Tout concours à penser qu'Aristobule est un juif qui s'est rallié à la « Voie du Seigneur » et qui a connu Jésus en Palestine ou en Syrie.

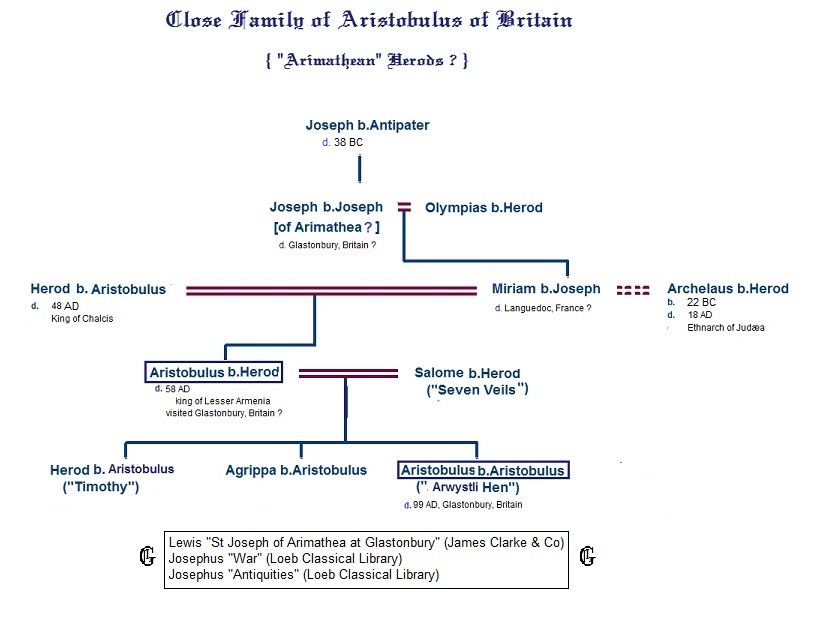
Arbre généalogique d'Aristobule de Chalcis et de son fils nommé lui aussi Aristobule, dont l'un pourrait être celui mentionné dans l'Épître aux Romains et/ou Aristobule de Britannia. Les indications sur les personnages correspondent à la thèse de Lionel Smithett Lewis, une des trois hypothèses en présence.

### Aristobule le Mineur
Selon Flavius Josèphe, lorsqu'Agrippa Ier meurt en 44 son frère Aristobule est déjà mort, ce ne peut donc pas être lui que Paul de Tarse mentionne dans son Épître aux Romains écrite dans les années 50.

## Les trois Aristobule
Dans cet arbre généalogique de la branche Hasmonéenne des Hérodiens, les noms des deux Aristobule dont l'un pourrait être Aristobule de Britannia sont soulignés et mis en gras.
|                   |                   |                   |                   |                   |                   |        |        |           |           |           |           |           |           |          |          |                |                |                       |                       |                       |                       |                       |                       | Cypros            | Cypros            | Cypros            | Cypros            | Cypros     | Cypros     |                                  |                                  | Antipater                        | Antipater                        | Antipater                        | Antipater                        | Antipater | Antipater |                      |                      |                      |                      |                      |                      |               |               |               |               |               |               |                        |                        |                        |                        |                        |                        |           |           |           |           |
|                   |                   |                   |                   |                   |                   |        |        |           |           |           |           |           |           |          |          |                |                |                       |                       |                       |                       |                       |                       | Cypros            | Cypros            | Cypros            | Cypros            | Cypros     | Cypros     |                                  |                                  | Antipater                        | Antipater                        | Antipater                        | Antipater                        | Antipater | Antipater |                      |                      |                      |                      |                      |                      |               |               |               |               |               |               |                        |                        |                        |                        |                        |                        |           |           |           |           |
|                   |                   |                   |                   |                   |                   |        |        |           |           |           |           |           |           |          |          |                |                |                       |                       |                       |                       |                       |                       |                   |                   |                   |                   |            |            |                                  |                                  |                                  |                                  |                                  |                                  |           |           |                      |                      |                      |                      |                      |                      |               |               |               |               |               |               |                        |                        |                        |                        |                        |                        |           |           |           |           |
|                   |                   |                   |                   |                   |                   |        |        |           |           |           |           |           |           |          |          |                |                |                       |                       |                       |                       |                       |                       |                   |                   |                   |                   |            |            |                                  |                                  |                                  |                                  |                                  |                                  |           |           |                      |                      |                      |                      |                      |                      |               |               |               |               |               |               |                        |                        |                        |                        |                        |                        |           |           |           |           |
|                   |                   |                   |                   |                   |                   |        |        |           |           |           |           |           |           | Costobar | Costobar | Costobar       | Costobar       | Costobar              | Costobar              |                       |                       | Salomé                | Salomé                | Salomé            | Salomé            | Salomé            | Salomé            |            |            | Mariamne, fille de Simon Boëthos | Mariamne, fille de Simon Boëthos | Mariamne, fille de Simon Boëthos | Mariamne, fille de Simon Boëthos | Mariamne, fille de Simon Boëthos | Mariamne, fille de Simon Boëthos |           |           | Hérode le Grand      | Hérode le Grand      | Hérode le Grand      | Hérode le Grand      | Hérode le Grand      | Hérode le Grand      |               |               |               |               |               |               | Mariamne l'Hasmonéenne | Mariamne l'Hasmonéenne | Mariamne l'Hasmonéenne | Mariamne l'Hasmonéenne | Mariamne l'Hasmonéenne | Mariamne l'Hasmonéenne |           |           |           |           |
|                   |                   |                   |                   |                   |                   |        |        |           |           |           |           |           |           | Costobar | Costobar | Costobar       | Costobar       | Costobar              | Costobar              |                       |                       | Salomé                | Salomé                | Salomé            | Salomé            | Salomé            | Salomé            |            |            | Mariamne, fille de Simon Boëthos | Mariamne, fille de Simon Boëthos | Mariamne, fille de Simon Boëthos | Mariamne, fille de Simon Boëthos | Mariamne, fille de Simon Boëthos | Mariamne, fille de Simon Boëthos |           |           | Hérode le Grand      | Hérode le Grand      | Hérode le Grand      | Hérode le Grand      | Hérode le Grand      | Hérode le Grand      |               |               |               |               |               |               | Mariamne l'Hasmonéenne | Mariamne l'Hasmonéenne | Mariamne l'Hasmonéenne | Mariamne l'Hasmonéenne | Mariamne l'Hasmonéenne | Mariamne l'Hasmonéenne |           |           |           |           |
|                   |                   |                   |                   |                   |                   |        |        |           |           |           |           |           |           |          |          |                |                |                       |                       |                       |                       |                       |                       |                   |                   |                   |                   |            |            |                                  |                                  |                                  |                                  |                                  |                                  |           |           |                      |                      |                      |                      |                      |                      |               |               |               |               |               |               |                        |                        |                        |                        |                        |                        |           |           |           |           |
|                   |                   |                   |                   |                   |                   |        |        |           |           |           |           |           |           |          |          |                |                |                       |                       |                       |                       |                       |                       |                   |                   |                   |                   |            |            |                                  |                                  |                                  |                                  |                                  |                                  |           |           |                      |                      |                      |                      |                      |                      |               |               |               |               |               |               |                        |                        |                        |                        |                        |                        |           |           |           |           |
|                   |                   |                   |                   |                   |                   |        |        |           |           |           |           |           |           |          |          |                |                |                       |                       |                       |                       |                       |                       |                   |                   |                   |                   |            |            |                                  |                                  |                                  |                                  |                                  |                                  |           |           |                      |                      |                      |                      |                      |                      |               |               |               |               |               |               |                        |                        |                        |                        |                        |                        |           |           |           |           |
|                   |                   |                   |                   |                   |                   |        |        |           |           |           |           |           |           |          |          |                |                |                       |                       |                       |                       |                       |                       |                   |                   |                   |                   |            |            |                                  |                                  |                                  |                                  |                                  |                                  |           |           |                      |                      |                      |                      |                      |                      |               |               |               |               |               |               |                        |                        |                        |                        |                        |                        |           |           |           |           |
|                   |                   |                   |                   |                   |                   |        |        |           |           | Theudion  | Theudion  | Theudion  | Theudion  | Theudion | Theudion |                |                | Bérénice              | Bérénice              | Bérénice              | Bérénice              | Bérénice              | Bérénice              |                   |                   |                   |                   |            |            |                                  |                                  |                                  |                                  |                                  |                                  |           |           |                      |                      |                      |                      |                      |                      | Aristobule IV | Aristobule IV | Aristobule IV | Aristobule IV | Aristobule IV | Aristobule IV |                        |                        |                        |                        | Alexander              | Alexander              | Alexander | Alexander | Alexander | Alexander |
|                   |                   |                   |                   |                   |                   |        |        |           |           | Theudion  | Theudion  | Theudion  | Theudion  | Theudion | Theudion |                |                | Bérénice              | Bérénice              | Bérénice              | Bérénice              | Bérénice              | Bérénice              |                   |                   |                   |                   |            |            |                                  |                                  |                                  |                                  |                                  |                                  |           |           |                      |                      |                      |                      |                      |                      | Aristobule IV | Aristobule IV | Aristobule IV | Aristobule IV | Aristobule IV | Aristobule IV |                        |                        |                        |                        | Alexander              | Alexander              | Alexander | Alexander | Alexander | Alexander |
|                   |                   |                   |                   |                   |                   |        |        |           |           |           |           |           |           |          |          |                |                |                       |                       |                       |                       |                       |                       |                   |                   |                   |                   |            |            |                                  |                                  |                                  |                                  |                                  |                                  |           |           |                      |                      |                      |                      |                      |                      |               |               |               |               |               |               |                        |                        |                        |                        |                        |                        |           |           |           |           |
|                   |                   |                   |                   |                   |                   |        |        |           |           |           |           |           |           |          |          |                |                |                       |                       |                       |                       |                       |                       |                   |                   |                   |                   |            |            |                                  |                                  |                                  |                                  |                                  |                                  |           |           |                      |                      |                      |                      |                      |                      |               |               |               |               |               |               |                        |                        |                        |                        |                        |                        |           |           |           |           |
| Hérode (Philippe) | Hérode (Philippe) | Hérode (Philippe) | Hérode (Philippe) | Hérode (Philippe) | Hérode (Philippe) |        |        | Hérodiade | Hérodiade | Hérodiade | Hérodiade | Hérodiade | Hérodiade |          |          | Hérode Antipas | Hérode Antipas | Hérode Antipas        | Hérode Antipas        | Hérode Antipas        | Hérode Antipas        |                       |                       |                   |                   |                   |                   |            |            | Agrippa Ier                      | Agrippa Ier                      | Agrippa Ier                      | Agrippa Ier                      | Agrippa Ier                      | Agrippa Ier                      |           |           | Aristobule le Mineur | Aristobule le Mineur | Aristobule le Mineur | Aristobule le Mineur | Aristobule le Mineur | Aristobule le Mineur |               |               | Mariamne      | Mariamne      | Mariamne      | Mariamne      | Mariamne               | Mariamne               |                        |                        |                        |                        |           |           |           |           |
| Hérode (Philippe) | Hérode (Philippe) | Hérode (Philippe) | Hérode (Philippe) | Hérode (Philippe) | Hérode (Philippe) |        |        | Hérodiade | Hérodiade | Hérodiade | Hérodiade | Hérodiade | Hérodiade |          |          | Hérode Antipas | Hérode Antipas | Hérode Antipas        | Hérode Antipas        | Hérode Antipas        | Hérode Antipas        |                       |                       |                   |                   |                   |                   |            |            | Agrippa Ier                      | Agrippa Ier                      | Agrippa Ier                      | Agrippa Ier                      | Agrippa Ier                      | Agrippa Ier                      |           |           | Aristobule le Mineur | Aristobule le Mineur | Aristobule le Mineur | Aristobule le Mineur | Aristobule le Mineur | Aristobule le Mineur |               |               | Mariamne      | Mariamne      | Mariamne      | Mariamne      | Mariamne               | Mariamne               |                        |                        |                        |                        |           |           |           |           |
|                   |                   |                   |                   |                   |                   |        |        |           |           |           |           |           |           |          |          |                |                |                       |                       |                       |                       |                       |                       |                   |                   |                   |                   |            |            |                                  |                                  |                                  |                                  |                                  |                                  |           |           |                      |                      |                      |                      |                      |                      |               |               |               |               |               |               |                        |                        |                        |                        |                        |                        |           |           |           |           |
|                   |                   |                   |                   |                   |                   |        |        |           |           |           |           |           |           |          |          |                |                |                       |                       |                       |                       |                       |                       |                   |                   |                   |                   |            |            |                                  |                                  |                                  |                                  |                                  |                                  |           |           |                      |                      |                      |                      |                      |                      |               |               |               |               |               |               |                        |                        |                        |                        |                        |                        |           |           |           |           |
|                   |                   |                   |                   |                   |                   |        |        |           |           |           |           |           |           | Mariamne | Mariamne | Mariamne       | Mariamne       | Mariamne              | Mariamne              |                       |                       | Hérode de Chalcis     | Hérode de Chalcis     | Hérode de Chalcis | Hérode de Chalcis | Hérode de Chalcis | Hérode de Chalcis |            |            | Bérénice                         | Bérénice                         | Bérénice                         | Bérénice                         | Bérénice                         | Bérénice                         |           |           | Agrippa II           | Agrippa II           | Agrippa II           | Agrippa II           | Agrippa II           | Agrippa II           |               |               | Mariamne      | Mariamne      | Mariamne      | Mariamne      | Mariamne               | Mariamne               |                        |                        | Drusilla               | Drusilla               | Drusilla  | Drusilla  | Drusilla  | Drusilla  |
|                   |                   |                   |                   |                   |                   |        |        |           |           |           |           |           |           | Mariamne | Mariamne | Mariamne       | Mariamne       | Mariamne              | Mariamne              |                       |                       | Hérode de Chalcis     | Hérode de Chalcis     | Hérode de Chalcis | Hérode de Chalcis | Hérode de Chalcis | Hérode de Chalcis |            |            | Bérénice                         | Bérénice                         | Bérénice                         | Bérénice                         | Bérénice                         | Bérénice                         |           |           | Agrippa II           | Agrippa II           | Agrippa II           | Agrippa II           | Agrippa II           | Agrippa II           |               |               | Mariamne      | Mariamne      | Mariamne      | Mariamne      | Mariamne               | Mariamne               |                        |                        | Drusilla               | Drusilla               | Drusilla  | Drusilla  | Drusilla  | Drusilla  |
|                   |                   |                   |                   |                   |                   |        |        |           |           |           |           |           |           |          |          |                |                |                       |                       |                       |                       |                       |                       |                   |                   |                   |                   |            |            |                                  |                                  |                                  |                                  |                                  |                                  |           |           |                      |                      |                      |                      |                      |                      |               |               |               |               |               |               |                        |                        |                        |                        |                        |                        |           |           |           |           |
|                   |                   |                   |                   |                   |                   |        |        |           |           |           |           |           |           |          |          |                |                |                       |                       |                       |                       |                       |                       |                   |                   |                   |                   |            |            |                                  |                                  |                                  |                                  |                                  |                                  |           |           |                      |                      |                      |                      |                      |                      |               |               |               |               |               |               |                        |                        |                        |                        |                        |                        |           |           |           |           |
|                   |                   |                   |                   | Salomé            | Salomé            | Salomé | Salomé | Salomé    | Salomé    |           |           |           |           |          |          |                |                | Aristobule de Chalcis | Aristobule de Chalcis | Aristobule de Chalcis | Aristobule de Chalcis | Aristobule de Chalcis | Aristobule de Chalcis |                   |                   | Bérénicien        | Bérénicien        | Bérénicien | Bérénicien | Bérénicien                       | Bérénicien                       |                                  |                                  |                                  |                                  | Hyrcan    | Hyrcan    | Hyrcan               | Hyrcan               | Hyrcan               | Hyrcan               |                      |                      |               |               |               |               |               |               |                        |                        |                        |                        |                        |                        |           |           |           |           |
|                   |                   |                   |                   | Salomé            | Salomé            | Salomé | Salomé | Salomé    | Salomé    |           |           |           |           |          |          |                |                | Aristobule de Chalcis | Aristobule de Chalcis | Aristobule de Chalcis | Aristobule de Chalcis | Aristobule de Chalcis | Aristobule de Chalcis |                   |                   | Bérénicien        | Bérénicien        | Bérénicien | Bérénicien | Bérénicien                       | Bérénicien                       |                                  |                                  |                                  |                                  | Hyrcan    | Hyrcan    | Hyrcan               | Hyrcan               | Hyrcan               | Hyrcan               |                      |                      |               |               |               |               |               |               |                        |                        |                        |                        |                        |                        |           |           |           |           |
|                   |                   |                   |                   |                   |                   |        |        |           |           |           |           |           |           |          |          |                |                |                       |                       |                       |                       |                       |                       |                   |                   |                   |                   |            |            |                                  |                                  |                                  |                                  |                                  |                                  |           |           |                      |                      |                      |                      |                      |                      |               |               |               |               |               |               |                        |                        |                        |                        |                        |                        |           |           |           |           |
|                   |                   |                   |                   |                   |                   |        |        |           |           |           |           |           |           |          |          |                |                |                       |                       |                       |                       |                       |                       |                   |                   |                   |                   |            |            |                                  |                                  |                                  |                                  |                                  |                                  |           |           |                      |                      |                      |                      |                      |                      |               |               |               |               |               |               |                        |                        |                        |                        |                        |                        |           |           |           |           |
|                   |                   | Hérode            | Hérode            | Hérode            | Hérode            | Hérode | Hérode |           |           | Agrippa   | Agrippa   | Agrippa   | Agrippa   | Agrippa  | Agrippa  |                |                | Aristobule            | Aristobule            | Aristobule            | Aristobule            | Aristobule            | Aristobule            |                   |                   |                   |                   |            |            |                                  |                                  |                                  |                                  |                                  |                                  |           |           |                      |                      |                      |                      |                      |                      |               |               |               |               |               |               |                        |                        |                        |                        |                        |                        |           |           |           |           |

- Bérénice fille de Salomé et de Costobar est d'abord mariée avec Aristobule IV, puis après son exécution en 10 av. J.-C., elle est remariée par Hérode avec un certain Theudion.
- L'ordre des enfants d'Aristobule IV et Bérénice fille de Salomé, sœur d'Hérode le Grand est arbitraire.
- Bérénice et Agrippa II sont permutés pour la commodité de la représentation.

## Titre complet
- Grec: Aghios Apostolos Aristovoulos, Martyras, kai Protos Episkopos Vretannias
- Latin: Sanctus Aristobule Senex, Apostolus, Martyr, Episcopus Primus Britanniae
- Gallois: Hen Arwystli Episcob Cyntaf Prydain ("Aristibule l'Ancien, premier évêque de Bretagne")
- Français: Saint Aristobule l'Ancien, apôtre, martyr, et le premier évêque de la Bretagne (île de Grande-Bretagne)

## Culte
Dans le calendrier liturgique de l'Église orthodoxe orientale, la fête personnelle d'Aristobule a lieu le 15 mars,. Il est aussi l'un des saints commémorés le 4 janvier lors de la fête des 70 disciples et le 31 octobre pour la fête des assistants de saint André.
Dans le calendrier liturgique catholique romain, sa fête a également lieu le 15 mars.